# Врело (Сокобања)
Село Врело (сокобањско) налази се 15km источно од Сокобање према Књажевцу. У селу се налази извор реке Моравице и црква Св. Илије. На ободу села налази се Рудник мрког угља „Соко“ који припада ППЕ „Ресавица“.